# Yzeure
Yzeure ist eine französische Stadt mit 12.670 Einwohnern (Stand 1. Januar 2022) im Département Allier in der Region Auvergne-Rhône-Alpes.

## Geografie
Die Stadt Yzeure schließt nahtlos an den östlichen Stadtrand von Moulins im Bourbonnais an.

## Geschichte
Yzeure hat gallische Ursprünge. In gallo-römischer Zeit hieß es Icciodorum. Durum, Dorum und Duron erscheinen häufig in gallo-römischen Ortsbezeichnungen, das Wort ist verwandt mit dem deutschen Wort „Tür“ und bedeutet „Passage“. Es gab mehrere Ortschaften mit dem Namen Icciodurum, deren Name je nach örtlichem Dialekt verschiedene Formen annahm: Yzeures, Izeure und Issoire. Vom 1. bis zum 3. Jahrhundert war Yzeure ein Zentrum der Töpferei.
In der Karolingerzeit (8.–10. Jahrhundert) gehörte Yzeure zur Grafschaft Autun. Im 14. Jahrhundert machten die Herzöge von Bourbon das nahe Moulins zu ihrer Hauptstadt.

### Bevölkerungsentwicklung
| Jahr                       | 1962   | 1968   | 1975   | 1982   | 1990   | 1999   | 2007   | 2016   | 2019   |
| Einwohner                  | 10.000 | 11.665 | 13.715 | 13.197 | 13.461 | 12.691 | 12.470 | 13.230 | 12.838 |
| Quellen: Cassini und INSEE |        |        |        |        |        |        |        |        |        |

## Kultur und Sehenswürdigkeiten
Yzeure ist mit zwei Blumen durch den Conseil national des villes et villages fleuris (Nationalrat der beblümten Städte und Dörfer) ausgezeichnet. Die „Blumen“ werden im Zuge eines regionalen Wettbewerbs verliehen, wobei maximal vier Blumen erreicht werden können.
Am 8. Februar 2005 erhielt Yzeure die Bezeichnung Ville amie des enfants (kinderfreundliche Stadt), die von der UNICEF Frankreich verliehen wird.

### Bauwerke
Siehe auch: Liste der Monuments historiques in Yzeure
Die Kirche Saint-Pierre stammt aus dem 12. Jahrhundert. Sie wurde im 15. und 16. Jahrhundert vergrößert. Im 17. Jahrhundert wurde der Glockenturm angefügt. Eine Krypta unter dem Chor wurde 1872 ausgeräumt. Ihr gotisches Kreuzgewölbe trägt noch Spuren von Malereien aus dem 15. Jahrhundert. 1914 wurde die Kirche als Monument historique klassifiziert.
Das Gut, auf dem das Schloss Panloue steht, gehörte im Mittelalter wahrscheinlich dem Templerorden. Ein Stein aus dem 12. oder 13. Jahrhundert über der Tür der Kapelle zeigt ein Osterlamm. Das Schloss selbst stammt aus dem 17. Jahrhundert und ist im Stil Louis-treize erbaut, benannt nach Ludwig XIII. Es befindet sich im Besitz der Stadt und wurde 1947 in das Zusatzverzeichnis der Monuments historiques eingetragen (inscrit MH).

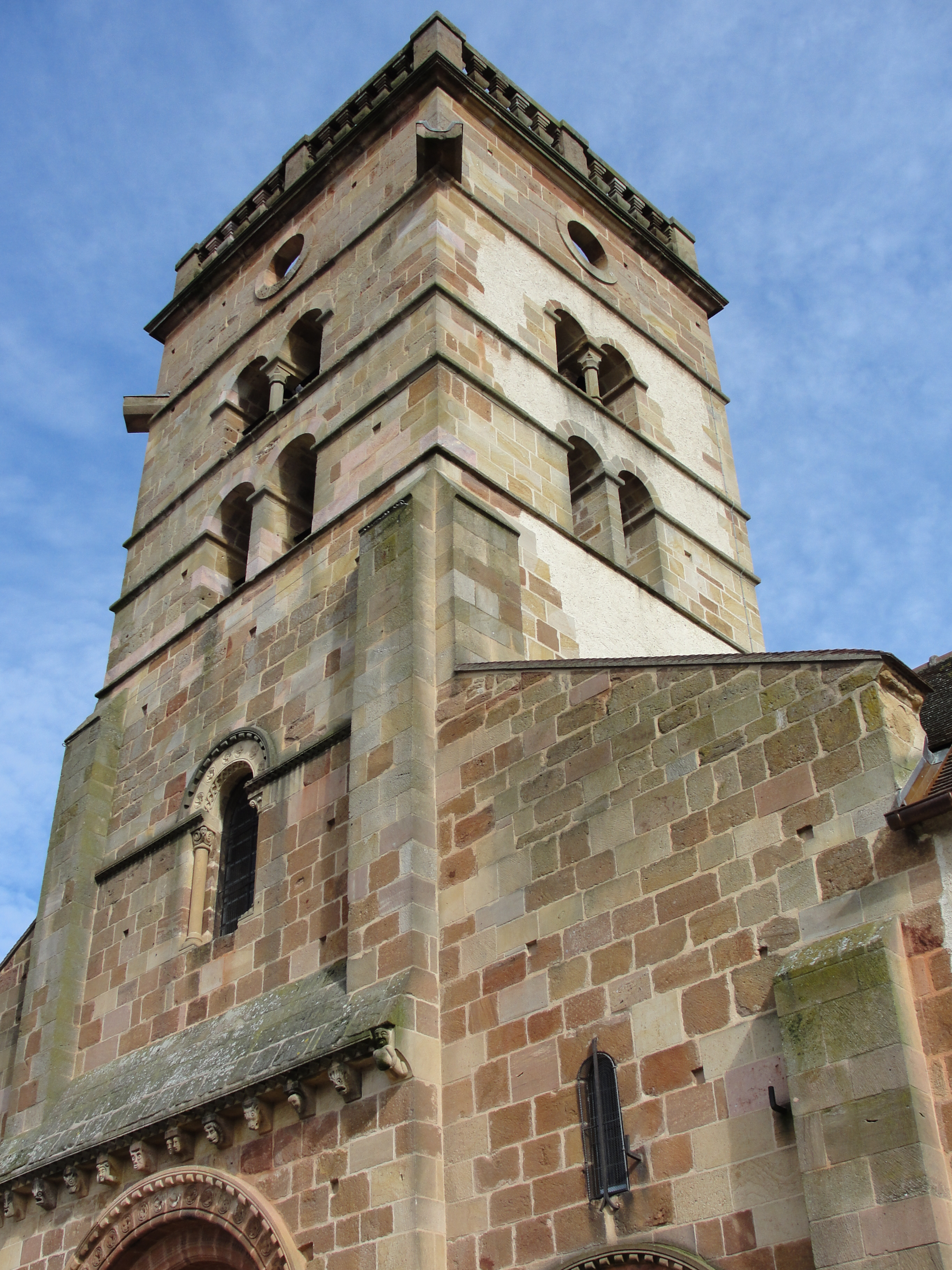
Turm der Kirche Saint-Pierre
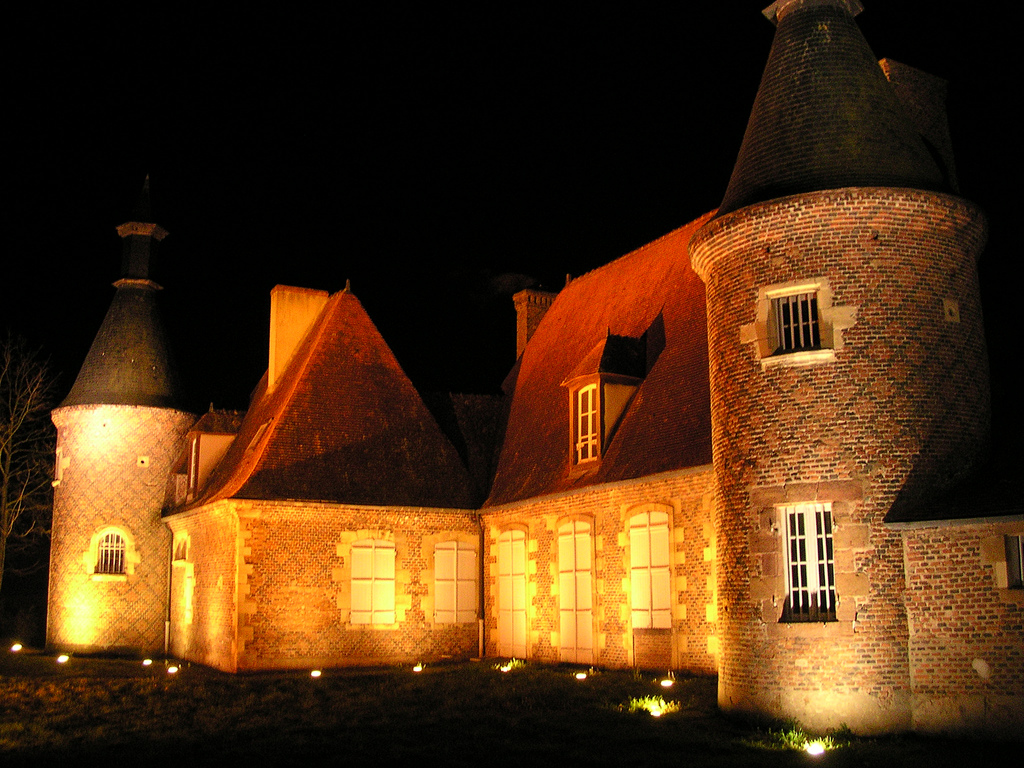
Schloss Panloue

## Städtepartnerschaften
Yzeure unterhält seit 1986 eine Partnerschaft mit Bendorf in Deutschland, seit 1988 eine Partnerschaft mit Kafountine im Senegal und seit 1990 eine Partnerschaft mit Gherla in Rumänien.

## Wirtschaft
Ein wichtiger Erwerbszweig der Yzeuriens ist die Zucht von Hausrindern, Hausschafen und Hausschweinen. Die zahlreichen Unternehmen und Geschäfte der Stadt sind in den Gewerbegebieten Robet und Rancy, und den Einkaufszonen Cap Sud und Michelet, und im Gewerbepark La Mothe konzentriert. Das Krankenhaus Centre Hospitalier Moulin Yzeure beschäftigt über 2000 Mitarbeiter.

## Sport
Die Gemeinde verfügt mit der AS Yzeure beim Männer- und dem FF Yzeure Allier Auvergne beim Frauenfußball über zwei Sportvereine, die beide schon in den obersten Ligen Frankreichs angetreten sind, wobei das Frauenteam von 2008 bis 2014 sogar der höchsten Spielklasse angehörte und 2022 als Zweitdivisionär das Landespokalfinale erreichte. Beide tragen ihre Heimspiele im städtischen Stade de Bellevue aus.